# Smrtící past
Smrtící past (v originále Deathtrap) je americký hraný film z roku 1982, který režíroval Sidney Lumet. Jedná se o adaptaci stejnojmenné divadelní hry Iry Levina. Snímek měl světovou premiéru dne 16. března 1982.

## Děj
Sidney Bruhl je dramatik kdysi uznávaný na Broadwayi. Nyní však opět zažil u kritiky i veřejnosti další neúspěch se svou nejnovější hrou. Do ruky mu padne rukopis, který mu poslal jakýsi Clifford Anderson, jeden z jeho studentů ze semináři tvůrčího psaní. Sidney Bruhl v tom vidí příležitost vrátit se na výsluní, pokud bude vydávat jeho text za svůj. K tomu se ale musí zbavit Clifforda Andersona.

## Obsazení
| Michael Caine     | Sidney Bruhl      |
| Christopher Reeve | Clifford Anderson |
| Dyan Cannon       | Myra Bruhl        |
| Irene Worth       | Helga ten Dorp    |
| Henry Jones       | Porter Milgrim    |
| Joe Silver        | Seymour Starger   |
| Joel Siegel       | sám sebe          |